# 聖路易 (聖巴巴拉省)
聖路易（西班牙語：San Luis），是洪都拉斯的城鎮，位於該國西北部，由聖巴巴拉省負責管轄，始建於1896年，面積381.30平方公里，海拔高度1,036米，2001年人口23,229，人口密度每平方公里60.92人。该地经济以种植咖啡豆为主。